# デイヴィッド・コパフィールド
『デイヴィッド・コパフィールド』(David Copperfield）は、チャールズ・ディケンズの長編小説。1849年から1850年にかけて、雑誌に月刊連載された。「デイヴィット・コパフィールド」「デーヴィッド・コッパーフィールド」「デェヴィド・カッパフィールド」「デイヴィッド・カッパーフィールド」など多数の表記ゆれがあるが、ここでは『デイヴィッド・コパフィールド」で統一する。
デイヴィッドは幼少期に辛酸を嘗めるが、大伯母に助けられ作家として成功する。個性豊かな人物が数多く登場し、また前半部は自伝的要素が強い。

## あらすじ
デイヴィッドは、英国ポーツマス市郊外の下級官吏の家に生れるが、出生時には、すでに父は死んでいた。デイヴィッドの大伯母ベッツィ・トロットウッドは、女の子を希望していたため、男の子であったことに失望し、家を出ていく。心優しい母と陽気で献身的な乳母ペゴティーらとデイヴィッドは幸せに暮らしていたが、冷酷な男マードストンに言葉巧みに言い寄られて母は再婚する。結婚後マードストンとその姉はわがもの顔で家に居座り、母は心身衰えて死亡する。デイヴィッドはこの義父とその姉からひどい暴力を受けたが、母の死後は学校をやめさせられ酒屋に小僧に出される。貧乏人ミコーバーのもとで暮らすが、やがてミコーバーは借金のため逮捕され、デイヴィッドは大伯母に助けを求めるためにカンタベリーへ向かった。
カンタベリーで大伯母に保護されると、その友人である弁護士ウィックフィールドのもとで暮らし、学校に通うようになる。そこでは理想的女性のアグニス、不気味な悪人ユライア・ヒープらと知り合う。学校を卒業するとかつての旧友スティアフォースに出会い、その後一緒にペゴティー家のもとを訪れる。しかしスティアフォースは幼馴染エミリーと駆け落ち、デイヴィッドの心に深い傷を残した。
ロンドンで法律を学ぶためデイヴィッドはスペンローの法律事務所を訪れたが、そこの娘ドーラに一目惚れし、密かに婚約。ところが大伯母が破産、さらにユライア・ヒープが事務所を乗っ取ろうとしていることが判明する。スペンローが突如他界すると、デイヴィッドは速記を習得し報道記者として自立、ドーラと二人で暮らし始めるが、ドーラは伴侶として不足していることに気づく。一方、事務所を乗っ取ったユライア・ヒープに対し、その秘書となっていたミコーバーはユライアの姦計をみごとに暴き証拠として突きつけた。
病弱だったドーラは、病にかかるとまもなく死亡した。デイヴィッドはヨーロッパ大陸旅行に出かけることを計画するが、その出発前にスティアフォースが海で遭難して死んだのを知った。傷心のうちにヨーロッパを彷徨う中、デイヴィッドは自分の心はアグニスに惹かれていると自覚する。大陸で作家として成功したデイヴィッドは、イギリスに戻りアグニスと結婚して幸せになる。

## 主な登場人物
デイヴィッド・コパフィールド (David Copperfield)
主人公。幼少期は不遇だが、大伯母であるベッツィに助けられ自己を形成していく。
クレアラ・ペゴティ
コパフィールド家の乳母。デイヴィッドには深い愛情を注ぐ。
ウィルキンズ・ミコーバー
貧乏人。だがかなりののんき者で、デイヴィッドは好意を持つ。家族と仲睦まじく暮らしている。
ベッツィ・トロットウッド
風変わりで神経質だが心優しいデイヴィッドの大伯母。幼少のデイヴィッドを保護し、成長を見守る。
ウィックフィールド
弁護士。大伯母の友人。
アグニス・ウィックフィールド
ウィックフィールドの娘。優しく賢く、デイヴィッドの理想的女性。
ドーラ・スペンロー
デイヴィッドの母親似で容姿が美しく、デイヴィッドが一目惚れし結婚。だが、妻としての能力はまったくない世間知らずで、病弱体質。
エミリー
孤児。ペゴティー家で育てられる。幼少時はデイヴィッドと仲がよかった。婚約を交わした相手がいながら、スティアフォースと駆け落ちする。
ジェームズ・スティアフォース
デイヴィッドのセイレム校時代の旧友。やや傲岸で誇り高い性格。
ユライア・ヒープ
ウィックフィールド事務所の書記。事務所とアグニスの乗っ取りをたくらむ大悪人。

## 作品解説
作者自ら「すべての著作の中で1番好き」と語っている通り、ディケンズの代表作である。モームが選んだ「世界の十大小説」の一つで、まとまりがディケンズの作品の中で非常によい。作者の自伝的要素が色濃い作品であり、主人公デイヴィッドが酒屋へ小僧に出されたり、法律事務所で働いたり、速記習得に励むのも、すべてディケンズが経験したことで、『オリバー・ツイスト』などでも描かれている。
多種多様な登場人物がこの小説の最大の魅力であり、のんき者のミコーバー、心優しいペゴティー、大悪人ユライア・ヒープなどは、今なお多くの人々に愛され続けているキャラクターである。

## 日本語訳
- 中野好夫訳『デイヴィッド・コパフィールド』（新潮文庫 全4巻、1967年、改版2006年）
- 石塚裕子訳『デイヴィッド・コパフィールド』（岩波文庫 全5巻、2010年）
  - 旧版・市川又彦訳『デイヴィド・コパフィールド』（岩波文庫 全6巻、1950年）
- 田辺洋子訳『デイヴィッド・コパフィールド 新訳』（あぽろん社 上下巻、2006年）

## 漫画化
- 『デビッドの青春』（宮下さゆり画、ユニコン出版、世界名作コミック15） 1977

## 映像化作品
1911年のサイレント映画以降、何度も映像化されている。
- David Copperfield（1911年）：シオドア・マーストン監督
- David Copperfield（1913年）：トーマス・ベントリー監督
- David Copperfield（1922年）：A・W・サンドバーグ監督
- 孤児ダビド物語 - The Personal History, Adventures, Experience, & Observation of David Copperfield the Younger（1935年）：ジョージ・キューカー監督
- さすらいの旅路 - David Copperfield（1969年）：デルバート・マン監督
- デビッド・コパーフィールド（1999年）：サイモン・カーティス監督、BBCテレビドラマ

- どん底作家の人生に幸あれ!（2019年） :アーマンド・イヌアッチ監督